# Patinage artistique aux Jeux olympiques de 2014 - Danse sur glace
Pour des articles plus généraux, voir Patinage artistique aux Jeux olympiques de 2014 et Jeux olympiques d'hiver de 2014.
Navigation
Vancouver 2010 Pyeongchang 2018
L'épreuve de danse sur glace des Jeux olympiques d'hiver de 2014 a lieu les 16 et 17 février 2014 au centre de patinage artistique Iceberg, à Sotchi (Russie). Les Américains Meryl Davis et Charlie White sont champions olympiques devant les Canadiens Tessa Virtue et Scott Moir et les Russes Elena Ilinykh et Nikita Katsalapov.

## Podium
| Épreuve         | Or                          | Argent                    | Bronze                            |
| --------------- | --------------------------- | ------------------------- | --------------------------------- |
| Danse sur glace | Meryl Davis / Charlie White | Tessa Virtue / Scott Moir | Elena Ilinykh / Nikita Katsalapov |

## Résultats

### Danse courte
La danse courte a lieu le 16 février 2014.
| 1 | Meryl Davis / Charlie White            | États-Unis      | 78.89 | 39.72 | 39.17 | 9.68 | 9.57 | 9.93 | 9.86 | 9.89 | 0.00  | 24 |
| 2 | Tessa Virtue / Scott Moir              | Canada          | 76.33 | 37.64 | 38.69 | 9.54 | 9.43 | 9.82 | 9.71 | 9.82 | 0.00  | 18 |
| 3 | Elena Ilinykh / Nikita Katsalapov      | Russie          | 73.04 | 36.36 | 36.68 | 9.18 | 8.89 | 9.25 | 9.29 | 9.21 | 0.00  | 20 |
| 4 | Nathalie Péchalat / Fabian Bourzat     | France          | 72.78 | 36.43 | 36.35 | 9.04 | 8.82 | 9.18 | 9.18 | 9.18 | 0.00  | 22 |
| 5 | Ekaterina Bobrova / Dmitri Soloviev    | Russie          | 69.97 | 33.58 | 36.39 | 8.96 | 8.75 | 9.29 | 9.18 | 9.25 | 0.00  | 19 |
| 6 | Anna Cappellini / Luca Lanotte         | Italie          | 67.58 | 32.85 | 34.73 | 8.68 | 8.46 | 8.75 | 8.79 | 8.71 | 0.00  | 16 |
| 7 | Kaitlyn Weaver / Andrew Poje           | Canada          | 65.93 | 31.93 | 35.00 | 8.71 | 8.50 | 8.79 | 8.89 | 8.82 | −1.00 | 23 |
| 8 | Madison Chock / Evan Bates             | États-Unis      | 65.46 | 32.78 | 32.68 | 8.14 | 8.00 | 8.25 | 8.18 | 8.25 | 0.00  | 15 |
| 9 | Maia Shibutani / Alex Shibutani        | États-Unis      | 64.47 | 33.36 | 31.11 | 7.93 | 7.54 | 7.86 | 7.75 | 7.79 | 0.00  | 14 |
| 10 | Nelli Zhiganshina / Alexander Gazsi    | Allemagne       | 60.91 | 30.64 | 30.27 | 7.57 | 7.21 | 7.79 | 7.71 | 7.54 | 0.00  | 17 |
| 11 | Penny Coomes / Nicholas Buckland       | Grande-Bretagne | 59.33 | 30.08 | 30.25 | 7.61 | 7.39 | 7.61 | 7.75 | 7.46 | −1.00 | 21 |
| 12 | Sara Hurtado / Adrià Díaz              | Espagne         | 58.58 | 31.78 | 26.80 | 6.61 | 6.43 | 6.82 | 6.86 | 6.75 | 0.00  | 10 |
| 13 | Pernelle Carron / Lloyd Jones          | France          | 58.25 | 30.50 | 27.75 | 6.93 | 6.75 | 7.04 | 7.11 | 6.86 | 0.00  | 2  |
| 14 | Julia Zlobina / Alexei Sitnikov        | Azerbaïdjan     | 58.15 | 28.79 | 29.36 | 7.32 | 7.25 | 7.43 | 7.32 | 7.36 | 0.00  | 13 |
| 15 | Charlène Guignard / Marco Fabbri       | Italie          | 58.14 | 30.00 | 28.14 | 7.11 | 6.82 | 7.07 | 7.07 | 7.07 | 0.00  | 5  |
| 16 | Victoria Sinitsina / Ruslan Zhiganshin | Russie          | 58.01 | 30.43 | 27.58 | 6.89 | 6.61 | 6.93 | 7.04 | 6.96 | 0.00  | 3  |
| 17 | Isabella Tobias / Deividas Stagniūnas  | Lituanie        | 56.40 | 27.79 | 28.61 | 7.14 | 6.89 | 7.25 | 7.32 | 7.14 | 0.00  | 11 |
| 18 | Alexandra Paul / Mitchell Islam        | Canada          | 55.91 | 27.50 | 28.41 | 7.04 | 6.82 | 7.18 | 7.21 | 7.21 | 0.00  | 12 |
| 19 | Tanja Kolbe / Stefano Caruso           | Allemagne       | 54.43 | 28.22 | 26.21 | 6.54 | 6.29 | 6.57 | 6.71 | 6.61 | 0.00  | 4  |
| 20 | Danielle O'Brien / Gregory Merriman    | Australie       | 52.68 | 28.29 | 24.39 | 6.04 | 5.79 | 6.14 | 6.25 | 6.21 | 0.00  | 8  |
| Couples de danse éliminés après le programme court |                                        |                 |       |       |       |      |      |      |      |      |       |    |
| 21 | Cathy Reed / Chris Reed                | Japon           | 52.29 | 26.87 | 25.42 | 6.29 | 6.14 | 6.50 | 6.61 | 6.25 | 0.00  | 1  |
| 22 | Alisa Agafonova / Alper Ucar           | Turquie         | 49.84 | 25.14 | 24.70 | 6.21 | 5.96 | 6.32 | 6.29 | 6.11 | 0.00  | 9  |
| 23 | Huang Xintong / Zheng Xun              | Chine           | 48.96 | 23.14 | 25.82 | 6.50 | 6.32 | 6.50 | 6.57 | 6.39 | 0.00  | 7  |
| 24 | Siobhan Heekin-Canedy / Dmitri Dun     | Ukraine         | 41.90 | 18.36 | 23.54 | 5.93 | 5.75 | 5.89 | 6.18 | 5.71 | 0.00  | 6  |
| Légende : Score Tech. = Score technique ; Score Comp. = Score des composantes ; SS = Qualité de patinage (Skating Skills) ; TR = Transitions ; PE = Performance/Exécution ; CH = Chorégraphie ; IN = Interprétation ; Déd = Déductions ; RaD = Rang de départ |                                        |                 |       |       |       |      |      |      |      |      |       |    |

### Danse libre
Le Danse libre a lieu le 17 février 2014.
| 1 | Meryl Davis / Charlie White            | États-Unis      | 116.63 | 57.50 | 59.13 | 9.71 | 9.75 | 9.93 | 10.00 | 10.00 | 0.00  | 20 |
| 2 | Tessa Virtue / Scott Moir              | Canada          | 114.66 | 56.22 | 58.44 | 9.64 | 9.57 | 9.89 | 9.89  | 9.86  | 0.00  | 17 |
| 3 | Elena Ilinykh / Nikita Katsalapov      | Russie          | 110.44 | 54.14 | 56.30 | 9.32 | 9.14 | 9.61 | 9.54  | 9.50  | 0.00  | 18 |
| 4 | Nathalie Péchalat / Fabian Bourzat     | France          | 104.44 | 51.16 | 54.28 | 8.86 | 8.89 | 9.25 | 9.18  | 9.21  | −1.00 | 16 |
| 5 | Kaitlyn Weaver / Andrew Poje           | Canada          | 103.18 | 50.43 | 52.75 | 8.75 | 8.54 | 9.00 | 8.82  | 9.04  | 0.00  | 15 |
| 6 | Ekaterina Bobrova / Dmitri Soloviev    | Russie          | 102.95 | 48.50 | 54.45 | 9.00 | 8.89 | 9.18 | 9.21  | 9.25  | 0.00  | 19 |
| 7 | Anna Cappellini / Luca Lanotte         | Italie          | 101.92 | 49.50 | 52.42 | 8.61 | 8.54 | 8.89 | 8.86  | 8.96  | 0.00  | 13 |
| 8 | Madison Chock / Evan Bates             | États-Unis      | 99.18  | 49.01 | 50.17 | 8.36 | 8.14 | 8.54 | 8.39  | 8.54  | 0.00  | 14 |
| 9 | Penny Coomes / Nicholas Buckland       | Grande-Bretagne | 91.78  | 44.50 | 47.28 | 7.75 | 7.71 | 7.96 | 8.14  | 8.00  | 0.00  | 6  |
| 10 | Maia Shibutani / Alex Shibutani        | États-Unis      | 90.70  | 43.42 | 48.28 | 8.18 | 7.82 | 8.21 | 8.11  | 8.04  | −1.00 | 12 |
| 11 | Julia Zlobina / Alexei Sitnikov        | Azerbaïdjan     | 90.48  | 45.23 | 45.25 | 7.61 | 7.36 | 7.54 | 7.75  | 7.57  | 0.00  | 8  |
| 12 | Nelli Zhiganshina / Alexander Gazsi    | Allemagne       | 89.86  | 45.41 | 45.45 | 7.54 | 7.36 | 7.71 | 7.79  | 7.64  | −1.00 | 11 |
| 13 | Sara Hurtado / Adrià Díaz              | Espagne         | 88.39  | 46.13 | 42.26 | 7.00 | 6.82 | 7.18 | 7.25  | 7.14  | 0.00  | 9  |
| 14 | Charlène Guignard / Marco Fabbri       | Italie          | 86.64  | 45.28 | 41.36 | 6.96 | 6.64 | 6.96 | 7.04  | 7.04  | 0.00  | 10 |
| 15 | Pernelle Carron / Lloyd Jones          | France          | 84.62  | 41.95 | 42.67 | 7.18 | 6.82 | 7.18 | 7.32  | 7.25  | 0.00  | 7  |
| 16 | Alexandra Paul / Mitchell Islam        | Canada          | 82.79  | 41.98 | 40.81 | 6.86 | 6.64 | 6.86 | 6.93  | 6.82  | 0.00  | 2  |
| 17 | Victoria Sinitsina / Ruslan Zhiganshin | Russie          | 82.65  | 40.90 | 41.75 | 6.96 | 6.86 | 6.86 | 7.11  | 7.07  | 0.00  | 4  |
| 18 | Isabella Tobias / Deividas Stagniūnas  | Lituanie        | 82.60  | 39.86 | 42.74 | 7.18 | 6.82 | 7.25 | 7.32  | 7.25  | 0.00  | 3  |
| 19 | Tanja Kolbe / Stefano Caruso           | Allemagne       | 76.13  | 38.71 | 38.42 | 6.39 | 6.18 | 6.50 | 6.57  | 6.54  | −1.00 | 1  |
| 20 | Danielle O'Brien / Gregory Merriman    | Australie       | 75.85  | 39.03 | 36.82 | 6.07 | 5.86 | 6.32 | 6.36  | 6.29  | 0.00  | 5  |
| Légende : Score Tech. = Score technique ; Score Comp. = Score des composantes ; SS = Qualité de patinage (Skating Skills) ; TR = Transitions ; PE = Performance/Exécution ; CH = Chorégraphie ; IN = Interprétation ; Déd = Déductions ; RaD = Rang de départ |                                        |                 |        |       |       |      |      |      |       |       |       |    |

### Classement final
Les couples sont classés selon la somme de leurs points de la danse courte et de la danse libre.
| Rang                                  | Noms                                   | Nationalité     | Points | Danse courte | Danse courte | Danse libre | Danse libre |
| ------------------------------------- | -------------------------------------- | --------------- | ------ | ------------ | ------------ | ----------- | ----------- |
| Médaille d'or, Jeux olympiques        | Meryl Davis / Charlie White            | États-Unis      | 195.52 | 1            | 78.89        | 1           | 116.63      |
| Médaille d'argent, Jeux olympiques    | Tessa Virtue / Scott Moir              | Canada          | 190.99 | 2            | 76.33        | 2           | 114.66      |
| Médaille de bronze, Jeux olympiques   | Elena Ilinykh / Nikita Katsalapov      | Russie          | 183.48 | 3            | 73.04        | 3           | 110.44      |
| 4                                     | Nathalie Péchalat / Fabian Bourzat     | France          | 177.22 | 4            | 72.78        | 4           | 104.44      |
| 5                                     | Ekaterina Bobrova / Dmitri Soloviev    | France          | 172.92 | 5            | 69.97        | 6           | 102.95      |
| 6                                     | Anna Cappellini / Luca Lanotte         | Italie          | 169.50 | 6            | 67.58        | 7           | 101.92      |
| 7                                     | Kaitlyn Weaver / Andrew Poje           | Canada          | 169.11 | 7            | 65.93        | 5           | 103.18      |
| 8                                     | Madison Chock / Evan Bates             | États-Unis      | 164.64 | 8            | 65.46        | 8           | 99.18       |
| 9                                     | Maia Shibutani / Alex Shibutani        | États-Unis      | 155.17 | 9            | 64.47        | 10          | 90.70       |
| 10                                    | Penny Coomes / Nicholas Buckland       | Grande-Bretagne | 151.11 | 11           | 59.33        | 9           | 91.78       |
| 11                                    | Nelli Zhiganshina / Alexander Gazsi    | Allemagne       | 150.77 | 10           | 60.91        | 12          | 89.86       |
| 12                                    | Julia Zlobina / Alexei Sitnikov        | Azerbaïdjan     | 148.63 | 14           | 58.15        | 11          | 90.48       |
| 13                                    | Sara Hurtado / Adrià Díaz              | Espagne         | 146.97 | 12           | 58.58        | 13          | 88.39       |
| 14                                    | Charlène Guignard / Marco Fabbri       | Italie          | 144.78 | 15           | 58.14        | 14          | 86.64       |
| 15                                    | Pernelle Carron / Lloyd Jones          | France          | 142.87 | 13           | 58.25        | 15          | 84.62       |
| 16                                    | Victoria Sinitsina / Ruslan Zhiganshin | Russie          | 140.66 | 16           | 58.01        | 17          | 82.65       |
| 17                                    | Isabella Tobias / Deividas Stagniūnas  | Lituanie        | 139.00 | 17           | 56.40        | 18          | 82.60       |
| 18                                    | Alexandra Paul / Mitchell Islam        | Canada          | 138.70 | 18           | 55.91        | 16          | 82.79       |
| 19                                    | Tanja Kolbe / Stefano Caruso           | Allemagne       | 130.56 | 19           | 54.43        | 19          | 76.13       |
| 20                                    | Danielle O'Brien / Gregory Merriman    | Australie       | 128.53 | 20           | 52.68        | 20          | 75.85       |
| Non qualifiés pour le programme libre |                                        |                 |        |              |              |             |             |
| 21                                    | Cathy Reed / Chris Reed                | Japon           |        | 21           | 52.29        | NC          | NC          |
| 22                                    | Alisa Agafonova / Alper Uçar           | Turquie         |        | 22           | 49.84        | NC          | NC          |
| 23                                    | Huang Xintong / Zheng Xun              | Chine           |        | 23           | 48.96        | NC          | NC          |
| 24                                    | Siobhan Heekin-Canedy / Dmitri Dun     | Ukraine         |        | 24           | 41.90        | NC          | NC          |